# Targa Libero Ferrario
La Targa Libero Ferrario est une course cycliste italienne disputée autour de Parabiago, en Lombardie. Cette épreuve rend hommage à l'ancien champion du monde amateurs Libero Ferrario, mort en 1930 d'une tuberculose à seulement 28 ans,. Elle fait partie du calendrier national de la Fédération cycliste italienne.
La course se déroule sur un circuit plat d'un peu plus de huit kilomètres qui est emprunté à plusieurs reprises. Elle est généralement destinée aux sprinteurs.

## Palmarès partiel
| Année     | Vainqueur                      | Deuxième                       | Troisième                      |
| --------- | ------------------------------ | ------------------------------ | ------------------------------ |
| 1945      | Carlo Moscardini               |                                |                                |
| 1946-1947 | ?                              | ?                              | ?                              |
| 1948      | Giuseppe Colombo               |                                |                                |
| 1949      | Luciano Della Bella            |                                |                                |
| 1950      | Luigi Cabrioli                 |                                |                                |
| 1951      | Mario Nava                     |                                |                                |
| 1952-1954 | ?                              | ?                              | ?                              |
| 1955      | Luciano Rigo                   |                                |                                |
| 1956      | Primo Nardello (it)            |                                |                                |
| 1957      | Alfredo Bonariva               |                                |                                |
| 1958      | Tranquillo Scudellaro          |                                |                                |
| 1959      | Franco Alberti                 |                                |                                |
| 1960      | Vincenzo Buti                  |                                |                                |
| 1961      | Paolo Antonini                 |                                |                                |
| 1962      | Giampiero Macchi               |                                |                                |
| 1963      | Giampiero Macchi               |                                |                                |
| 1964      | Luigi Borghetti                |                                |                                |
| 1965      | Luigi Borghetti                |                                |                                |
| 1966      | Alberto Morellini              |                                |                                |
| 1967      | Umberto Mantovani              |                                |                                |
| 1968      | Francesco Plebani              | Giovanni Pifferi               | Gabriele Gazzetta              |
| 1969      | Arnaldo Caverzasi              |                                |                                |
| 1970      | Francesco Plebani              |                                |                                |
| 1971      | Franco Preda                   |                                |                                |
| 1972      | Francesco Livio                |                                |                                |
| 1973      | Roberto Ceruti                 |                                |                                |
| 1974      | Roberto Ceruti                 | Pierangelo Dell'Acqua          | Fausto Stiz                    |
| 1975      | Umberto Mantovani              | Gabriele Mirri                 | Osvaldo Bettoni                |
| 1976      | Giovanni Mantovani             |                                |                                |
| 1977-1980 | Pas de course                  | Pas de course                  | Pas de course                  |
| 1981      | Alberto Saronni                |                                |                                |
| 1982      | Giovanni Bottoia               |                                |                                |
| 1983      | Flavio Tesini                  |                                |                                |
| 1984      | Antonio Leali                  |                                |                                |
| 1985      | Samuele Borilla                |                                |                                |
| 1986      | Enrico Pezzetti                | Mauro Ricciutelli              | Angelo Corini                  |
| 1987      | Walter Brambilla               |                                |                                |
| 1988      | Angelo Corini                  |                                |                                |
| 1989      | Simone Tomi                    |                                |                                |
| 1990      | Gianvito Martinelli (de)       |                                |                                |
| 1991      | Marco Serpellini               |                                |                                |
| 1992      | Maurizio Tomi                  |                                |                                |
| 1993      | Ermanno Tonoli                 |                                |                                |
| 1994      | Ermanno Tonoli                 |                                |                                |
| 1995      | Mikael Ohlsson                 |                                |                                |
| 1996      | Ermanno Tonoli                 |                                |                                |
| 1997      | Mirko Marini                   |                                |                                |
| 1998      | Roberto Savoldi                |                                |                                |
| 1999      | Sebastiano Scotti              |                                |                                |
| 2000      | Luca Cappa                     |                                |                                |
| 2001      | Yuriy Metlushenko              | Giacomo Montanari              | Maurizio Biondo                |
| 2002      | Maurizio Bellin                |                                |                                |
| 2003      | Giacomo Vinoni                 | Paride Grillo                  | Mattia Gavazzi                 |
| 2004      | Mariano Giallorenzo            | Mattia Gavazzi                 | Enrico Rossi                   |
| 2005      | Enrico Rossi                   | Antonio Bucciero               | Denis Shkarpeta                |
| 2006      | Francesco Tizza                | Alberto Di Lorenzo             | Volodymyr Zagorodny            |
| 2007      | Edoardo Costanzi               | Alessandro Bernardini          | Cristiano Benenati             |
| 2008      | Michele Merlo                  | Edoardo Costanzi               | Marco Depetris                 |
| 2009      | Giacomo Nizzolo                | Edoardo Costanzi               | Enrico Montanari               |
| 2010      | Eugert Zhupa                   | Marco Prodigioso               | Giacomo Nizzolo                |
| 2011      | Alessio Vescovo                | Alberto Cornelio               | Giorgio Bocchiola              |
| 2012      | Rino Gasparrini                | Andrea Dal Col                 | Sebastiano Dal Cappello        |
| 2013      | Francesco Rosa                 | Eduard-Michael Grosu           | Luca Pacioni                   |
| 2014      | Luca Pacioni                   | Riccardo Minali                | Simone Consonni                |
| 2015      | annulé en raison d'inondations | annulé en raison d'inondations | annulé en raison d'inondations |
| 2016      | Matteo Moschetti               | Carloalberto Giordani          | Samuele Oliveto                |
| 2017      | Stefano Oldani                 | Francesco Benvenuti            | Leonardo Moggio                |
| 2018      | Giovanni Lonardi               | Matteo Furlan                  | Gregorio Ferri                 |
| 2019      | Daniele Cazzola                | Filippo Stocco                 | Stefano Gandin                 |
| 2020      | pas de course                  | pas de course                  | pas de course                  |
| 2021      | Mattia Pinazzi                 | Alessio Portello               | Lorenzo Cataldo                |
| 2022      | Michael Belleri                | Pier Elis Belletta             | Ilia Schegolkov                |
| 2023      | Davide Boscaro                 | Louis Moore                    | Pier Elis Belletta             |
| 2024      | Andrea Biancalani              | Samuel Quaranta                | Andrea Cocca                   |